# بچه‌ها حالشان خوب است
بچه ها حالشان خوب است (به انگلیسی: The Kids Are All Right) نام یک فیلم کمدی-درام محصول سال ۲۰۱۰ آمریکا است. کارگردان این فیلم لیسا چولودنکو است که با کمک استوارت پلامبرگ فیلمنامهٔ آن را نوشته است. این فیلم نخستین بار در ۲۵ ژانویهٔ ۲۰۱۰ در جشنوارهٔ فیلم ساندنس اکران شد و منتقدان روی هم رفته فیلم و بازیگران آن را ستایش کردند.

## داستان
داستان این فیلم دربارهٔ دو زن همجنسگرا به نام‌های نیک (آنت بنینگ) و جولز (جولیان مور) و فرزندان آن‌هاست که از روش تلقیح مصنوعی به دنیا آمده‌اند. بچه کوچک تر، لیزر (جاش هاچرسون) نام دارند که به دنبال پدر واقعی خود می‌گردد ولی باید ۱۸ساله باشد. خواهر ۱۸ساله اش جونی (میا واشیکوفسکا) با بانک اسپرم تماس می گیرد و معلوم می شود پدر آن‌ها پاول (مارک روفالو)نام دارد. جولز و نیک، پاول را برای شام به خانه دعوت می کنند و همه با هم آشنا می شوند. نهایتاً قرار بر این می شود که جولز روی باغچه پاول کار کند.
نیک از این وضعیت راضی نیست. نهایتاً یک روز بعد از کار، جولز پاول را می بوسد و رابطه ای را با هم آغاز می کنند.
تنش ها بالا می گیرد و برای بهبود اوضاع، یک روز همگی به خانه پاول می روند. اما نیک چند تار موی جولز را در حمام و اتاق خواب پاول پیدا می کند و جولز هم به خیانت اعتراف می کند. جونی و لیزر هم این بحث را می شوند و از دست جولز ناراحت می شوند. پاول گمان می کند عاشق جولز شده و از او می خواهد با بچه ها پیش او زندگی کند ولی جولز نمی‌پذیرد.
شب قبل از رفتن جونی به دانشگاه، پاول به خانه آن ها می آید. نیک با عصبانیت می گوید اگر به دنبال خانواده است، باید خانواده خودش را تشکیل دهد. جولز اشتباهاتش را می پذیرد و از خانواده اش درخواست بخشش می کند. صبح روز بعد، همگی جونی را به دانشگاه می برند. در راه خانه، لیزر به مادرانش می گوید نباید از هم جدا شوند چون خیلی پیر شده اند. جولز و نیک می خندند و فیلم با چهره های خندان آن ها تمام می شود.

## افتخارها
این فیلم برنده جایزه بهترین فیلم موزیکال و کمدی در جشنواره گلدن گلوب سال ۲۰۱۱ شد و آنت بنینگ هم در همین جشنواره جایزه بهترین بازیگر زن در بخش کمدی و موزیکال را از آن خود کرد. این فیلم همچنین نامزد ۴ جایزه هشتاد و سومین دوره جوایز اسکار است.

## بازیگران
- جولیان مور در نقش جولز
- آنت بنینگ در نقش نیک
- میا واشیکوفسکا در نقش جونی
- جاش هاچرسون در نقش لیزر
- مارک روفالو در نقش پاول